# Transpacifické partnerství
Transpacifické partnerství (anglicky Trans-Pacific Partnership, ve zkratce TPP) je vícestranná regionální dohoda o volném obchodu a spolupráci členských států. Jejím cílem má být zmenšení obchodních bariér a stanovení společných norem, které zasahují do několika obchodních odvětví.
Členy TPP jsou Japonsko, Brunej, Malajsie, Vietnam, Singapur, Austrálie, Nový Zéland, Kanada, Mexiko, Chile, Peru a do začátku roku 2017 členem byly i Spojené státy americké, ty však po podpisu výkonného nařízení Donalda Trumpa od dohody v roce 2017 odstoupily. Zbylých jedenáct členských států se na posledním setkání dohodlo na pokračování dohody a to i pod novým názvem Komplexní a progresivní dohoda o trans-pacifickém partnerství (anglicky The Comprehensive and Progressive Agreement for Trans-Pacific Partnership, CPTPP).

## Vývoj TPP
Průběh jednání
TPP bylo výsledkem desetiletého jednání, v němž se počet účastníků postupně rozšířil. Prvním bodem vývoje bylo podepsání Trans-tichomořské strategické dohody o hospodářském partnerství v roce 2005 ze strany Nového Zélandu, Singapuru, Chile a Bruneje, jejímž obsahem bylo především zjednodušit obchod mezi členskými státy.
Důležitým bodem vývoje TPP bylo zahájení jednání USA s těmito čtyřmi státy v roce 2008, čímž dohoda dostala mnohem větší geopolitický rozsah a zvýšila se i tak její atraktivita pro vstup dalších států v oblasti Tichého oceánu. Později roku 2008 se připojily státy Austrálie, Peru a Vietnam. To vedlo k zahájení formálních jednání, která měla 19 kol. První jednání se konalo v březnu roku 2010 v Melbourne. Během příštích pěti let se dále připojily k jednání o TPP Malajsie (2010), Kanada a Mexiko (2012) a nakonec Japonsko (2013).
Po oficiálních jednáních se setkání konala v rámci schůzí hlavních vyjednavačů a ministrů členských států. Posledním takovým jednáním bylo setkání na přelomu září a října roku 2015 v Atlantě, po kterém strany dospěly k závěrečné dohodě o trans-pacifickém partnerství. Tuto dohodu všech 12 stran podepsalo 4. února 2016 v Aucklandu.
Ratifikace
Dohoda však nyní není závazná, jelikož musí vstoupit v platnost. Článek 30.5 Smlouvy o TPP stanoví, že dohoda vstoupí v platnost za jedné z následujících podmínek:
1) Všichni členové TPP dokončí ratifikaci dohody a 60 dní po ratifikaci posledního člena přijde v platnost.
2) Pokud do dvou let od data podpisu nebo po uplynutí této lhůty, nejméně šest původních signatářů, kteří společně tvoří alespoň 85% hrubého domácího produktu původních signatářů z roku 2013, dohodu ratifikovali.
Původní dohodu prozatím ratifikovali dva členové Japonsko (20. ledna 2017) a Nový Zéland (11. května 2017).
Pokračování bez USA
Mezi předvolebními sliby Donalda Trumpa figuroval bod o odstoupení USA od TPP a po svém zvolení a uvedení do funkce prezidenta Spojených států amerických tomuto slibu dostál. Donald Trump podepsal 23. ledna 2017 výkonné nařízení k odstoupení od dohody TPP, což byl jeho první administrativní krok v zastávané funkci. Tvrdil, že dohoda o TPP podkopává ekonomiku a škodí americkým dělníkům a výrobě. Tímto krokem se ratifikace dohody ze strany USA stala prakticky nemožnou.
Odchod USA od dohody byl pro TPP velkým zásahem a musela se obnovit jednání o budoucnosti dohody. V rámci Asijsko-tichomořské hospodářské spolupráce se v Hanoji 21. května 2017 setkali ministři zbylých 11 členů TPP, kde se shodli na setrvání u existující dohody i bez USA.  Poslední společné prohlášení členských států se uskutečnilo po setkání v Danangu 11. listopadu 2017, kde dosáhli dohody ohledně postupu pokračování bez Spojených států amerických. Dohodli se na pokračování partnerství pod novým názvem se zkratkou CPTPP (Comprehensive and Progressive Agreement for Trans-Pacific Partnership, tedy Komplexní a progresivní dohoda pro trans-pacifické partnerství).  Zbylých 11 států odstranilo přibližně 20 sporných klauzulí (které prosazovaly především USA), aby se jim podařilo dosáhnout kompromisu.

## Obsah
Transpacifická obchodní dohoda obsahuje 30 kapitol, čítá přes 16 000 stran a před odstoupením USA pokrývala přes 40 procent světové ekonomiky. Jedním z důvodů, proč TPP vznikla, byla snaha o vyrovnání se ekonomickému růstu Číny a snížení její ekonomické dominance zejména ve východní Asii. TPP se zabývá především následujícími oblastmi:
1.    Pracovní práva
Tato část staví na deklaraci práv Mezinárodní organizace práce a jejím účelem je zlepšit pracovně-právní standardy v jednotlivých zemích a také zlepšit pracovní i životní podmínky zaměstnanců. Všechny země se podpisem TPP mimo jiné zavazují k eliminaci všech forem nucené práce, včetně nucené dětské práce.
Z globálního hlediska lze těžko odhadnout, zda budou úmluvy obsažené v dohodách týkajících se pracovních práv efektivní a funkční. Tyto obavy se týkají především Vietnamu, Bruneje a Malajsie, protože konkrétně v těchto zemích dochází k častému porušování pracovních i lidských práv, které zahrnuje i obchodování s lidmi.
2.    Duševní vlastnictví
Dohody týkající se duševního vlastnictví v rámci TPP zpřísňují podmínky v oblasti ochrany autorských práv, ochranných známek a patentových zákonů, a také přináší nová pravidla pro výrobu léčiv.
Konkrétně v oblasti výroby léčiv nové generace došlo během vyjednávání ke sporům mezi zástupci jednotlivých zemí kvůli délce výhradního práva na využívání klinických dat. Zatímco Austrálie a některé jiné státy prosazovaly maximálně pětileté období, Spojené státy trvaly až na osmiletém období, což by ale u ostatních států mohlo způsobit zvýšení nákladů na státem dotovanou zdravotní péči.
3.    Přístup na trh
Dohoda zahrnuje širokou škálu obchodních vztahů od finančních služeb přes telekomunikace po kontrolu kvality potravin.
TPP podporuje export snížením nebo odstraněním tarifních či netarifních překážek pro usnadnění přístupu na trh se zbožím a službami, vytváří nové pracovní a obchodní příležitosti pro podnikatele i spotřebitele. V oblasti obchodu se TPP dále zabývá rozvojem digitální ekonomiky nebo rolí státem vlastněných podniků.
4.    Životní prostředí
V úmluvách týkajících se ochrany životního prostření se mluví především o přechodu k nízkoemisní politice, vypořádáním se s invazními druhy či ochraně ozonové vrstvy. Podle TPP by přechod k nízkoemisní ekonomice měl odrážet domácí poměry v každé zemi. Podle dohody by jednotlivé sáty měli také spolupracovat například v oblasti energetiky, investic do obnovitelných zdrojů, řešení odlesňování či monitorování emisí.
Tato část dohody je častým terčem kritiky od skupin zabývajícími se ochranou životního prostředí pro svou nespecifičnost, například se zde nemluví o klimatických změnách. Do kritiky TPP se pouští i Greenpeace z toho důvodu, že dohoda nepřichází s žádnými novými opatřeními vedoucími k efektivnější ochraně životního prostředí, navíc kroky ke zlepšení životního prostředí jsou pouze dobrovolné.

## Geopolitický rozsah
Jedním z hlavní cílů původní dohody TPP bylo omezení síly Číny na asijském regionálním trhu a snížení závislosti signatářů dohody na čínském obchodu. Obama na adresu dohody pronesl: „Pokud jde o Asii, která je jedním z nejrychleji se rozvíjejících regionů na světě, je pro ni kniha pravidel připravena. A pokud tuto dohodu nevytvoříme - pokud Amerika nebude tyto předpisy psát, pak země jako Čína budou a to by ohrozilo americké zaměstnání a pracovníky a podkopalo by to americké vedení po celém světě.“ Toto prohlášení potvrzuje, že hlavním iniciátorem, který usiloval o omezení sil Číny na asijském trhu, byly právě Spojené státy.
Ratifikací dohody by tak došlo k výraznému tlaku na Čínu a její hospodářství, jelikož by čínská ekonomika byla v asijském regionu méně konkurenceschopná. Důsledkem toho by Čína musela liberalizovat své hospodářství, aby byla atraktivnější pro své zahraniční sousedy. Toto potvrzují i politologové Todd Allee a Andrew Lugg ve své studii z roku 2016, ve které předpokládají, že pokud se stane TPP právním textem, bude tak formovat veškeré budoucí obchodní spolupráce a dohody.
Michael J. Green a Matthew P. Goodman ve své práci „After TPP: the Geopolitics of Asia and the Pacific“ uvádí, že kompetitivní liberalizace obchodu, kterou TPP vytváří, podněcuje všechny ekonomiky států, aby snížily bariéry a začlenily se do většího bohatství založeného na společných pravidlech.
Odstoupením Spojených států amerických od dohody se značně snížila jejich síla na asijském trhu a hegemonem se tak sává Čína, která se naopak snaží podpořit partnerství na asijském a tichomořském trhu v rámci dohody Regionální komplexní hospodářské partnerství.
Vliv TPP na Evropu
Ačkoliv dohoda TPP nezahrnuje žádný evropský stát a působí především na asijský a tichomořský trh, může mít určitý vliv i na Evropu a její trh. Příkladem tomu jsou různé pohledy vrchních evropských politiků. Samotná slova „hledíme na východ jako nikdy předtím," která pronesl William Hague roku 2012 jako ministr zahraničí Spojeného království ve spojitosti s asijským trhem, poukazují na důležitost tohoto regionálního trhu. Jeho nástupce Phillip Hammond o tři roky později, vystoupil v Singapuru, kde prohlásil: „Trans-tichomořské partnerství a Regionální komplexní hospodářské partnerství (RCEP) jsou potenciálně důležité liberalizační kroky vpřed.“ Dále uvedl, že ve všech jejich zájmech je nutné tuto dynamiku liberalizace investic a obchodu udržet, jelikož by tato skutečnost, mohla být předchůdcem dohody o volném obchodu mezi EU a zeměmi v Tichomoří, jako jsou například Singapur, Vietnam, Japonsko, Nový Zéland a další. Z těchto slov lze soudit, že alespoň v očích Spojeného království je dohoda TPP, v období jejího vzniku důležitá a může mít velkou budoucnost.
Rozdílný názor však má Evropské centrum pro mezinárodní politické ekonomie v dokumentu „The TPP and the EU policy in East Asia“ (ECIPE), který vypracoval Patrick Messerlin roku 2012, předpovídá dramatické dopady dohody TPP na evropské hospodářství, jelikož dohoda se zaměřuje pouze na primární cíle členských států, jako je například snížení či odstranění cel mezi členy. To by mohlo mít za důsledek nekonkurenceschopnost vývozu evropských firem do těchto států, čímž by značně utrpělo evropské hospodářství. Dále ECIPE roku 2014 vytvořilo dokument „Trans-pacifické partnerství: Změny pro Evropu,“ ve kterém zmiňuje tři hlavní pilíře hospodářství, které dohoda výrazně ovlivní. Mezi tyto pilíře patří investice, produktivita a konkurenceschopnost.

## Reakce v zúčastněných zemích
Spojené státy americké
Ve Spojených státech, které byly hlavním aktérem Trans-pacifického partnerství, se názory na TPP výrazně rozcházely. Dokonce i u samotných Demokratů se zformovala silná opozice proti chystanému partnerství, které prosadil demokratický prezident Barack Obama. Příkladem může být neúspěšný kandidát v primárkách Demokratické strany a senátor za Vermont Bernie Sanders. Naopak vlivný republikán a bývalý kandidát na prezidenta John McCain partnerství podporoval a po pozdějším odstoupení prohlásil tento krok za “vážnou chybu”. Téma TPP se stalo i jedním z hlavních bodů prezidentské kampaně v roce 2016. Oba kandidáti se vyjádřili proti partnerství, ačkoliv byla Hillary Clinton nejdříve pro pakt. Donald Trump dokonce slíbil, že první věcí v úřadu, pokud bude zvolen, bude právě vydání dekretu, kterým Spojené státy vystoupí z Trans-pacifického partnerství. Po zvolení Donalda Trumpa se tak opravdu stalo a  23. ledna 2017 Spojení státy odstoupily z TPP. Názory a reakce veřejnosti na dohodu TPP se taktéž rozcházely. Kytarista z Rage Against the Machine Tom Morello a hudebník Talib Kweli dali najevo svůj nesouhlas s TPP, když uspořádali turné napříč Amerikou s příhodným názvem Rock Against the TPP. Podobně jako v jiných zemích i v USA zaznívaly kritické hlasy na formu jednání o TPP, kdy všechna jednání byla tajná a veřejnosti nedostupná. Kdo naopak souhlasil s Trans-pacifickým partnerstvím, byli farmáři a velké firmy. National Cattlemen’s Beef Association, která reprezentuje 230 tisíc chovatelů dobytka, uvedla, že odstoupením od TPP přijdou chovatelé o možné výdělky v hodnotě 400 tisíc dolarů denně, jelikož by se zvýšila cena jejich produktů v zámoří, což by je mohlo znevýhodnit. Také přijdou o možnost se prosadit na trzích zúčastněných států. Velkým zastáncem partnerství byla především firma Nike a její výkonný ředitel Mark Parker, jelikož 40% produktů firmy se vyrábí ve Vietnamu, který je součástí TPP. Firma by tak mohla ušetřit na clu a poplatcích. Společnost tvrzení obhajuje tím, že by za ušetřené peníze mohla investovat ve Spojených státech a vytvořit nová pracovní místa. Celkové ušetřené náklady na importních poplatcích by se, podle americké společnosti sdružující americké maloobchodníky a distributory obuvi (Footwear Distributors and Retailers of America), pohybovaly okolo 450 milionů dolarů za rok.
Malajsie
Týden před schválením TPP v parlamentu vyšlo do ulic odhadem 4000 lidí, kteří proti smlouvě protestovali. Jejich nespokojenost pramenila z obavy před zvyšováním cen léků. Partnerstvím se totiž otevírá prostor pro velké americké farmaceutické firmy, které mohou získat větší část trhu, což dle protestujících může mít za následek navýšení cen.
Japonsko
V Japonsku se vlna nevole proti chystanému Trans-pacifickému partnerství zvedla především z řad lokálních zemědělců. U nich zavládla obava z importu levnějších potravin, které by mohli silně zasáhnout do obchodu s potravinami a přivést jejich byznys k zániku. Cílem demonstrací bylo dosáhnutí ochrany lokálních zemědělců na trhu před zahraničním importem především ze Spojených států. Další obava ve společnosti spojená s Trans-pacifickým partnerstvím vycházela z příchodu amerických zdravotních pojišťoven na japonský trh. Americký systém se dle protestujících Japonců velmi liší od jejich systému a příchozí americké pojišťovny by se s vidinou zisku zaměřily na bohatší část společnosti, z čehož by poté tratila chudší vrstva japonského obyvatelstva.